# Brás de Albuquerque

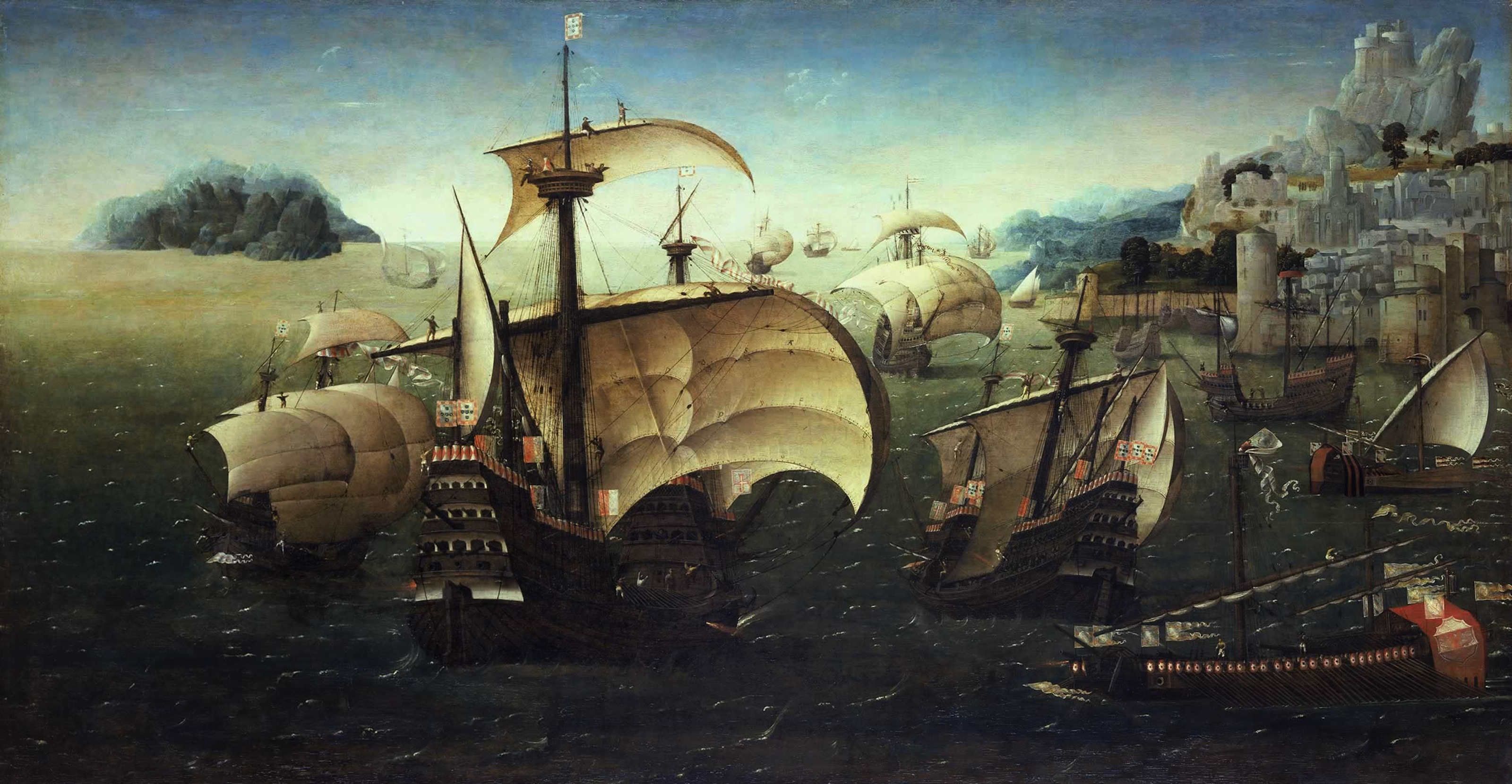
A nau "Santa Catarina de Monte Sinai" escoltada por navios italianos na missão de 1521 onde Brás de Albuquerque acompanhou a Infanta Beatriz para o casamento com Carlos III de Saboia,, escola flamenga de Joachim Patinir c. 1540, National Maritime Museum, Greenwich

Brás de Albuquerque, depois Afonso de Albuquerque (Alhandra, c. 1501 - Lisboa, 1581), filho natural de Afonso de Albuquerque, foi vedor da Fazenda, membro directivo da Misericórdia e Presidente do Senado da Câmara de Lisboa. Pertenceram-lhe dois dos edifícios mais representativos do Renascimento português: a Casa dos Bicos, que mandou construir em Lisboa, e a Quinta da Bacalhoa, em Azeitão.

## Biografia
Brás de Albuquerque era filho natural de Afonso de Albuquerque e nasceu na mesma quinta do Paraíso na vila de Alhandra, em 1500. Em Fevereiro de 1506 foi legitimado por seu pai, antes de este partir para a Índia com a missão secreta ordenada pelo rei de se tornar governador do Estado Português da Índia.  Em 1515, pouco antes de morrer, Afonso de Albuquerque escreveu ao rei D. Manuel I de Portugal solicitando para Brás de Albuquerque todas as honras e bens a que tinha direito, solicitando ainda especial atenção para a sua formação.
| “ | Eu, senhor, deixo quá ese filho per minha memória, a que deixo toda minha fazemda, que he assaz de pouca, mas deixo lhe a obrigaçam de todos meus seruiços, que he mui grande: ...peçoa vos alteza por mercee que se lembre de tudo isto, e que me faça meu filho grande, e lhe dè toda satisfaçam de meu seruiço... carta de Afonso de Albuqerque ao rei D. Manuel I | ” |

D. Manuel I, em memória do seu ilustre pai - que tinha, inclusive, como amigo -, acrescentou-lhe o nome de Afonso, «querendo este Príncipe igualmente eternizar na sua pessoa a memória de seu ilustre progenitor», encarregando-se da sua educação desde a morte de Afonso de Albuquerque, em 1515. Foi educado pelos padres de Santo Elói, adquirindo uma esmerada cultura humanista.  

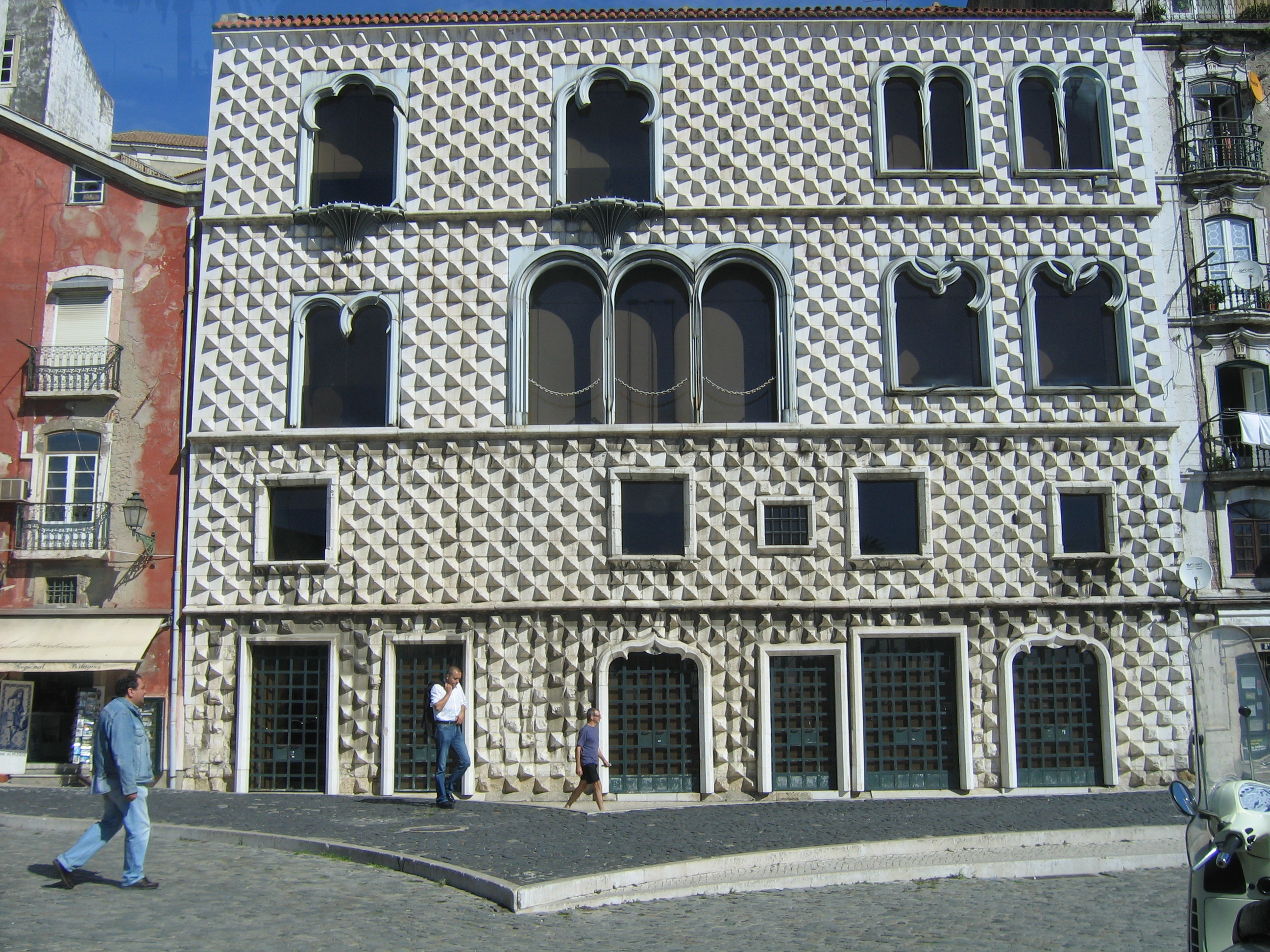
Casa dos Bicos, construída em 1523, Lisboa.

Em 1521, com vinte anos, Brás de Albuquerque deslocou-se a Itália na comitiva da infanta D. Beatriz de Portugal, segunda filha de D. Manuel I, quando esta foi casar com Carlos III de Saboia. Em Itália terá ficado impressionado com a arquitectura renascentista. Pertenceram-lhe dois dos edifícios mais representativos do Renascimento português: a Casa dos Bicos que mandou construir em 1523 em Lisboa, revestida de pedra aparelhada em forma de ponta de diamante, ou "bicos", de clara influência renascentista italiana, e a Quinta da Bacalhoa em Azeitão, que comprou aos Duques de Viseu em 1528, enriquecendo-a com azulejos, uma «casa de prazer» junto ao tanque e dois robustos pavilhões nos muros laterais.
Casou com uma das damas mais ilustres da Corte, D. Maria de Noronha, filha de D. António de Noronha, 1.º conde de Linhares, Escrivão da Puridade do rei D. Manuel de Portugal, e de D. Joana da Silva, filha de D. Diogo da Silva, 1º conde de Portalegre. Foi Vedor da Fazenda do rei D. João III de Portugal. Em 1569 presidente do Senado de Lisboa, quando por seus esforços combateu a peste. Morreu em Lisboa em 1580 e foi sepultado na paroquial igreja de São Simão, na vila de Azeitão. Deixou uma filha única, D. Joana de Albuquerque, esposa de D. Fernando de Castro.

## "Comentários do Grande Afonso de Albuquerque"

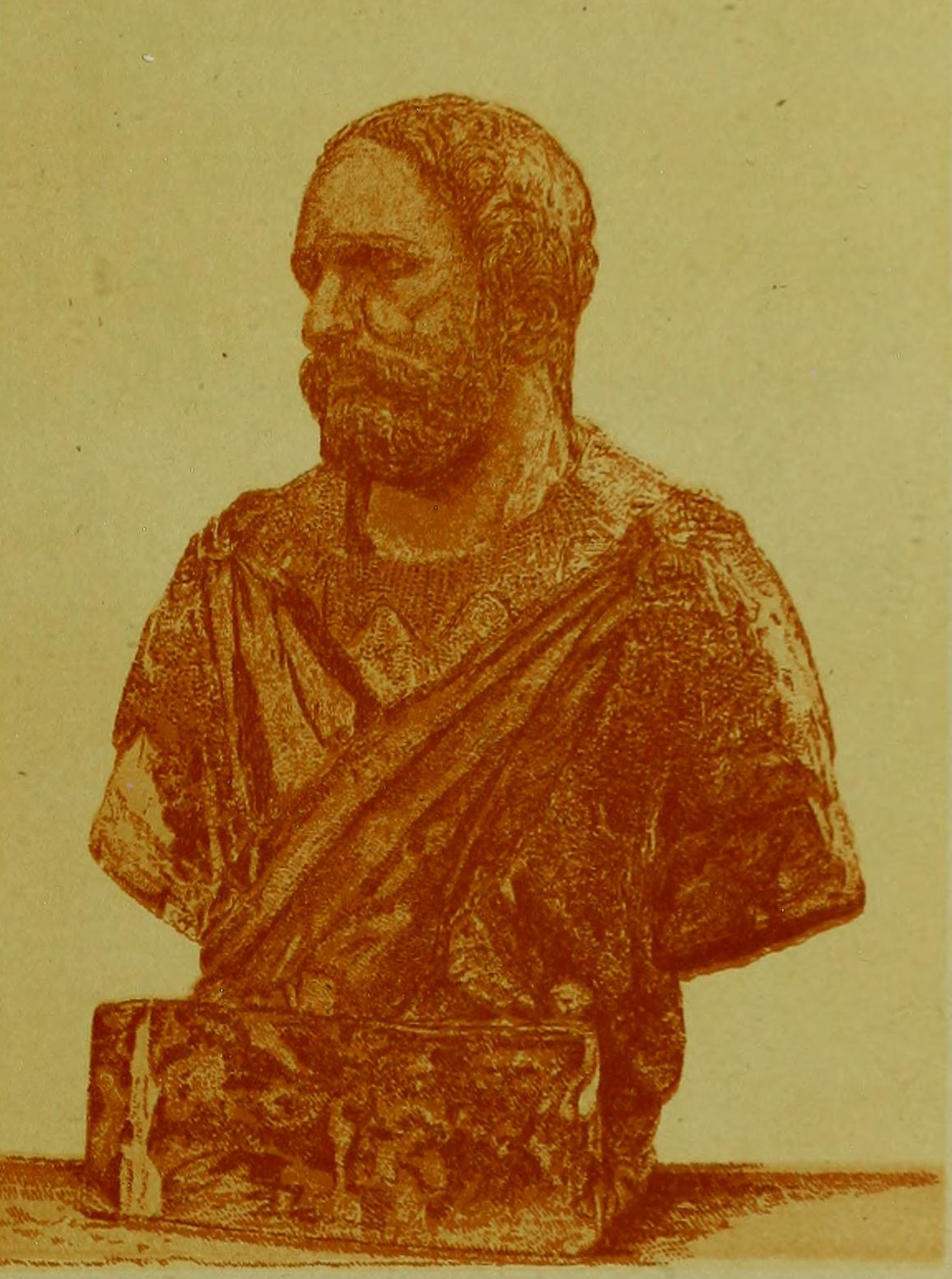
Gravura de 1895 do busto de Brás de Albuquerque na Quinta da Bacalhoa, em Azeitão.

Em 1557 publicou os "Commentarios de Afonso dAlboquerque capitão geral & gouernador da India, colligidos... das proprias cartas que elle escreuia ao muyto poderoso Rey Dõ Manuel, o primeyro deste nome..." baseado em cartas que lhe haviam sido enviadas pelo pai, quando este permanecia na Índia. O livro dá-nos uma perspectiva sóbria e profunda da sociedade portuguesa na Índia. 
Seriam segunda vez impressos em 1576, com um título ligeiramente diferente : "Comentários do Grande Afonso de Albuquerque etc." Nessa segunda edição, com já mais de 70 anos tem "emendado algumas coisas que tinha escriptas, e acrescentado outras, advertido de mais certas informações" como ele diz na sua dedicatória a elrei D. Sebastião, o que faz dela segundo Inocêncio Francisco da Silva "muito mais estimavel que a primeira." "Esta obra, diz o mesmo Inocencio, é uma das fontes originais a consultar para a história da Índia. seu autor é contado geralmente no número dos bons clássicos da lingua, e o P. António Pereira de Figueiredo não duvidou dar-lhe o quinto lugar antepondo-lhe apenas João de Barros, Damião de Góis, Francisco de Andrade, e Diogo do Couto. Parece-me contudo que esta opinião do ilustre filólogo terá poucos seguidores."